# 瑪哈·巴育拉翁

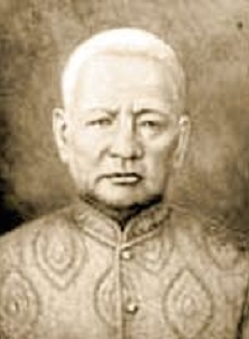
瑪哈·巴育拉翁

頌德昭披耶·博倫·瑪哈·巴育拉翁（1758年—1855年4月26日），名迪·汶那，暹羅政治、軍事人物。在越南史料中，他被稱為高羅歆（Cao La Hâm）和丕雅伐稜（Phi Nhã Phật Lăng），這兩個名字分別是他所擔任過的官職國防大臣和財政大臣的音譯。
巴育拉翁的母親是拉瑪一世王后阿瑪琳的姐妹。其父昭披耶·阿卡拉瑪哈社那曾擔任過暹羅的國防大臣，頗受拉瑪一世信任。他後來進入宮廷，在拉瑪二世在位期間進入外交部門。
1830年，巴育拉翁被拉瑪三世任命為國防大臣。在1831年的暹越戰爭中，巴育拉翁率領暹羅海軍封鎖了西貢的港口，但未能取得較大戰績。後來，他在1841年的暹越戰爭率領海軍取得輝煌戰績，被授予「頌德昭披耶」這個最高爵位，其榮譽等同於王室成員。1851年，拉瑪四世即位，巴育拉翁被任命為攝政王直至逝世。
巴育拉翁有兩個較為知名的兒子：頌德昭披耶·西·素里亞翁（川·汶那）和昭披耶·提帕戈拉翁（坎·汶那）。